# Osservatorio Vera C. Rubin
L'Osservatorio Vera C. Rubin (anche noto come Osservatorio Vera Rubin o Osservatorio Rubin, precedentemente chiamato Large Synoptic Survey Telescope, o LSST), intitolato alla nota astronoma statunitense Vera Rubin, è un progetto di telescopio riflettore in grado di effettuare una campagna osservativa (chiamata Legacy Survey of Space and Time, o LSST) fotografando l'intera volta celeste notturna dell'emisfero australe visibile dal settentrione del Cile nel corso di 10 anni, fornendo dettagliatissime informazioni del cielo notturno non soltanto nello spazio ma anche nel tempo. I lavori sono iniziati ufficialmente il 14 aprile 2015 con la posa cerimoniale della prima pietra; le prime immagini di test sono state divulgate a fine giugno 2025.

## Etimologia del nome
A giugno 2019 è stato presentato al congresso statunitense un disegno di legge (HR3196) bipartisan da Eddie Bernice Johnson, presidente del Comitato scientifico della Camera e da Jenniffer González, delegata per Porto Rico, per intitolare l'osservatorio all'astronoma Vera Rubin. L'ufficialità del nome, Vera Rubin Observatory, è stata confermata il 6 gennaio 2020 alla 235ª riunione dell'American Astronomical Society.
La componente ottica dell'osservatorio, cioè il solo telescopio da 8,4 metri, è stato chiamato Simonyi Survey Telescope, dal cognome di uno dei maggiori finanziatori privati del progetto, Charles Simonyi, che mediante la sua fondazione filantropica (gestita in collaborazione con la moglie Lisa), ha dispensato finanziamenti a numerose organizzazioni.
Il termine sinottico, usato nella versione precedente del nome LSST, è un aggettivo proveniente dalla stessa radice di "sinossi", e significa "veduta d'insieme", oppure "relativo a storie o dati ottenuti quasi simultaneamente su di un'ampia area."

## Localizzazione
L'Osservatorio Rubin è stato costruito sul Cerro Pachón, una montagna alta 2682 metri nella regione di Coquimbo, nel nord del Cile, andando a fare parte dell'osservatorio di Cerro Tololo, che comprende già il Gemini South ed il Southern Astrophysical Research Telescope.

## Caratteristiche

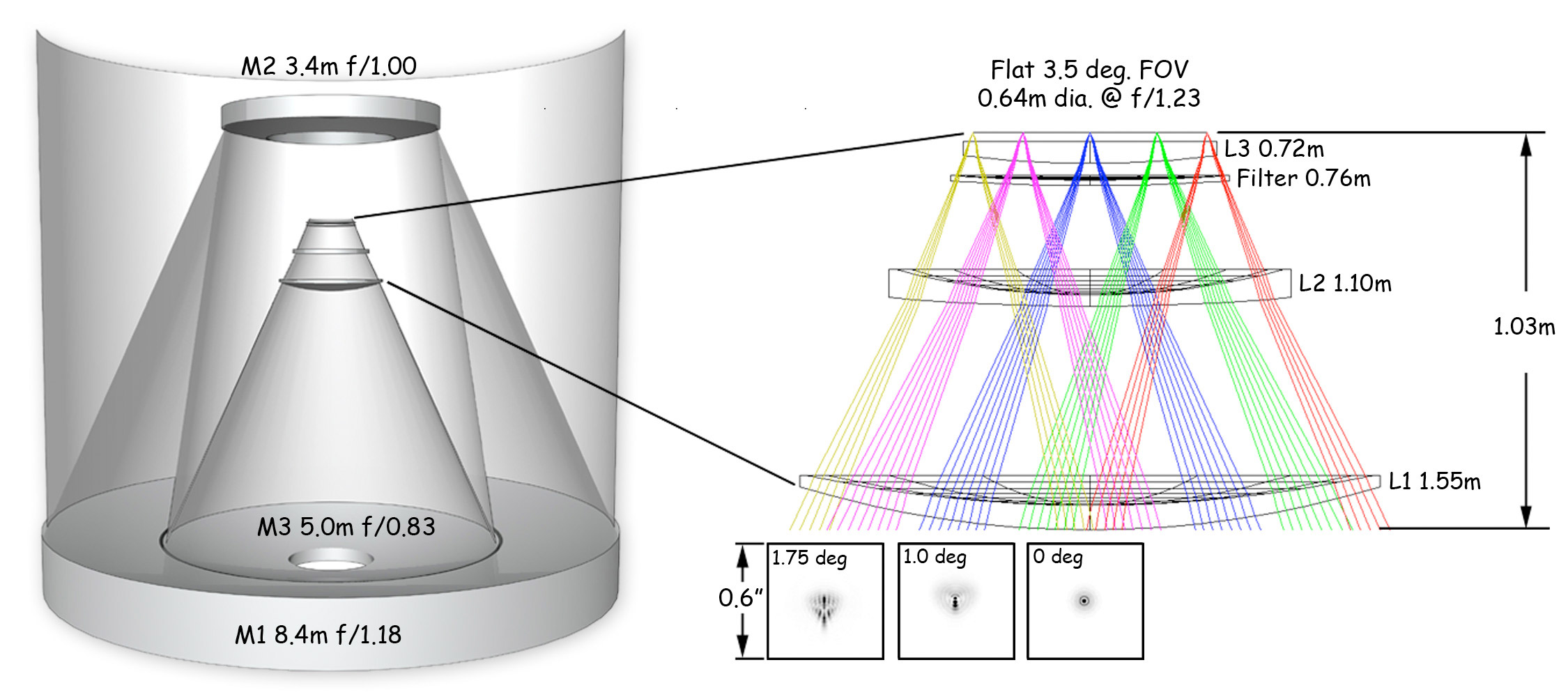
Schema degli specchi

Il progetto dell'Osservatorio Rubin ha la peculiarità, nella classe dei telescopi di 8 metri, di avere un ampio campo di vista: 3.5 gradi di diametro, l'equivalente di 9.6 gradi quadrati. A confronto, sia il Sole che la Luna, visti dalla Terra, sono ampi 0.5 gradi, pari a 0.2 gradi quadrati. Combinando questo fatto con la sua grande apertura (e dunque la grande capacità di raccogliere la luce), questi aspetti tecnici si combinano fornendo una etendue eccezionale, fino a 319 m² per grado².

### Specchi

Confronto tra i più grandi telescopi attualmente in funzione (alcuni ancora da costruire) e un campo da basket e da tennis

Per ottenere un campo visuale così ampio e senza distorsioni esso necessita di tre specchi, rispetto ai due specchi parabolici utilizzati da quasi tutti i maggiori telescopi esistenti: lo specchio primario avrà un diametro di 8.4 metri, lo specchio secondario avrà un diametro di 3.4 metri, e lo specchio terziario, che si trova dietro al foro del primario, avrà un diametro di 5.0 metri. Il foro ridurrà la quantità di luce raccolta dallo specchio primario fino a 35 m², equivalenti ad un cerchio con un diametro di 6.75 m.  (Moltiplicando questo per il campo visuale si produrrà una "etendue" di 336 m² grado²; ma il valore effettivo è ridotto dalla vignettatura.)
Gli specchi primario e terziario sono unità monolitiche.  La costruzione dello stampo iniziò nel novembre del 2007 nel "Mirror Lab" dell'Osservatorio Steward dell'Università dell'Arizona, la fusione dello specchio iniziò nel marzo del 2008, e il fuoco dello specchio venne dichiarato "perfetto" nel settembre del 2008.
I rilevatori digitali della camera formano una superficie ad antenna parabolica da 3,2 gigapixel ("prime focus"). Il rilevatore digitale eseguirà un'esposizione della durata di 15 secondi ogni 20.

### Potenza di calcolo e gestione dei dati

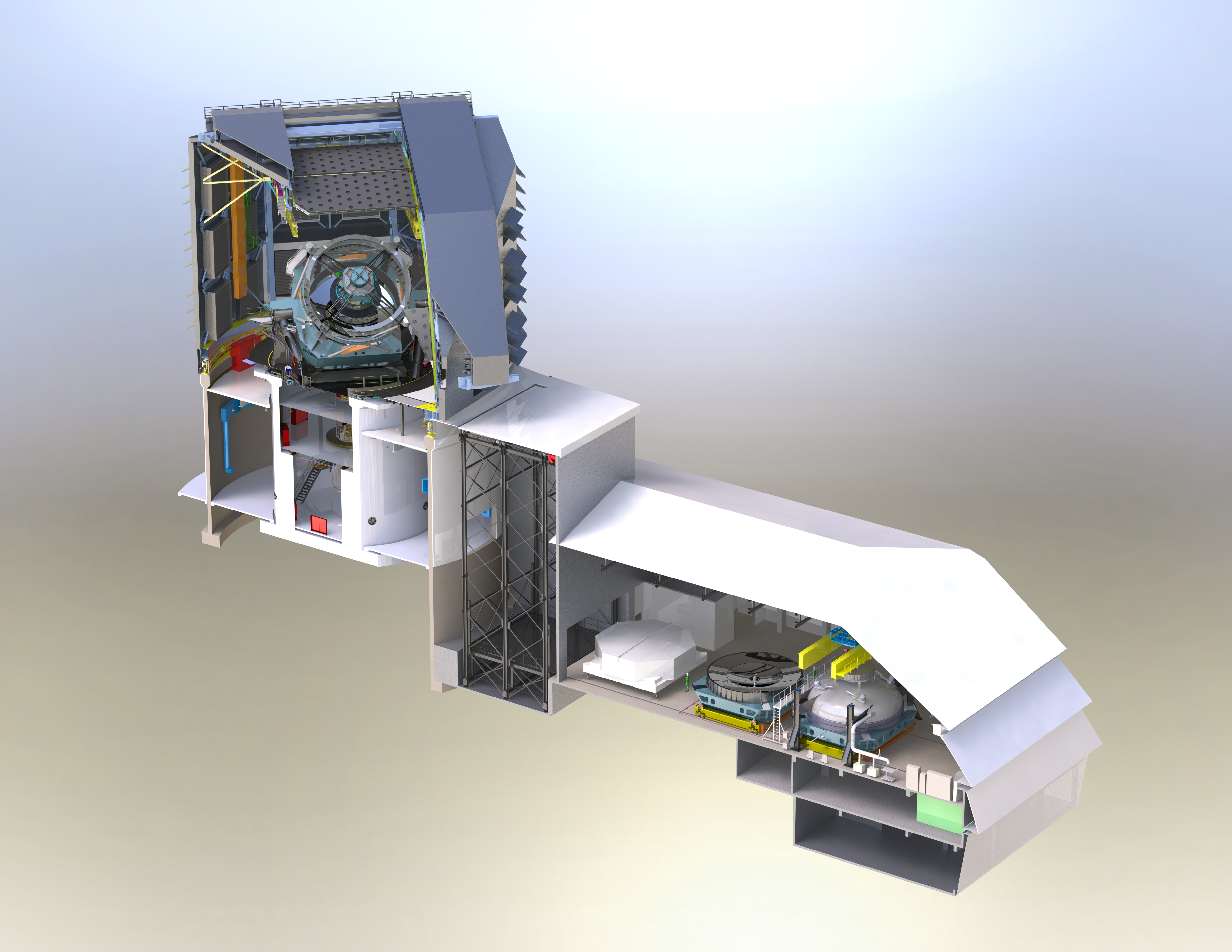
Struttura dell'edificio

La fotovideocamera digitale, del peso di circa tre tonnellate dovrebbe ottenere 15 terabyte di dati grezzi per notte, più di 200.000 immagini all'anno (per un totale di 30 petabyte per un arco di lavoro di dieci anni). Si ritiene che la gestione e l'efficace data mining dell'enorme mole di dati prodotta dall'Osservatorio Rubin sarà la parte tecnicamente più complicata del progetto. Le richieste iniziali di potenza di elaborazione dei computer necessari (per compiti di registrazione d'immagini e di confronto di aree simili in diversi tempi), vengono stimate pari a 100 teraflops di potenza computazionale, e a 15 petabyte di capacità di memoria, con un aumento progressivo man mano che il progetto accumulerà ulteriori dati. A dicembre 2020 il direttivo dell'osservatorio e Google hanno formalizzato un accordo triennale in base al quale i dati acquisiti durante la fase di Verifica Scientifica (Science Verification) verranno temporaneamente ospitati sulla piattaforma cloud di Google.

## Telescopio ausiliario
Fa parte del complesso anche un telescopio ausiliario originariamente chiamato Calypso, e situato sul lato ovest dell'osservatorio di Kitt Peak. Il telescopio era stato costruito per iniziativa di Edgar O. Smith con l'intento di ottenere immagini più nitide, ed era l'unico di costruzione privata nell'osservatorio. Nel 2008, però, Smith l'ha donato all'associazione LSST, venendo poi trasferito sul monte Cerro Pachón nel 2017. Nella nuova ubicazione è situato ad un centinaio di metri dal telescopio principale, e nella prima metà del 2019 sono stati completati con successo dei test sulla corretta installazione di sistemi software e hardware montati su di esso.
L'Auxiliary Telescope (chiamato anche AuxTel) è retto da una montatura a forcella e dispone di uno specchio primario del diametro di 1,2 m. Per l'Osservatorio Rubin, questo telescopio ha assunto la funzione di misurare la trasmissione atmosferica, ovvero come la luce attraversa l'atmosfera. Dato infatti che determinate molecole, come l'ozono o l'acqua, portano a dispersioni o assorbimenti della luce e, di conseguenza, a distorsioni delle immagini, le misurazioni di AuxTel serviranno al telescopio principale per le successive correzioni.

## Finanziatori
L'Osservatorio Vera Rubin è un progetto federale della National Science Foundation (NSF) e del Dipartimento dell'Energia (DOE) degli Stati Uniti, in collaborazione con il Cile, paese dove si trova l'osservatorio. La NSF è l'agenzia federale principale che fornisce la maggior parte dei finanziamenti per la costruzione. Oltre ai finanziamenti NSF e DOE, una parte dei costi di costruzione è stata supportata da investitori privati tramite la LSST Corporation. Il costo del progetto è pari a circa 473 milioni di dollari.
Nel gennaio del 2008, i magnati del software Charles Simonyi e Bill Gates hanno donato rispettivamente 20 e 10 milioni di dollari, al progetto LSST. Ha donato fondi anche Eric Schmidt (CEO di Google).

## Obiettivi scientifici

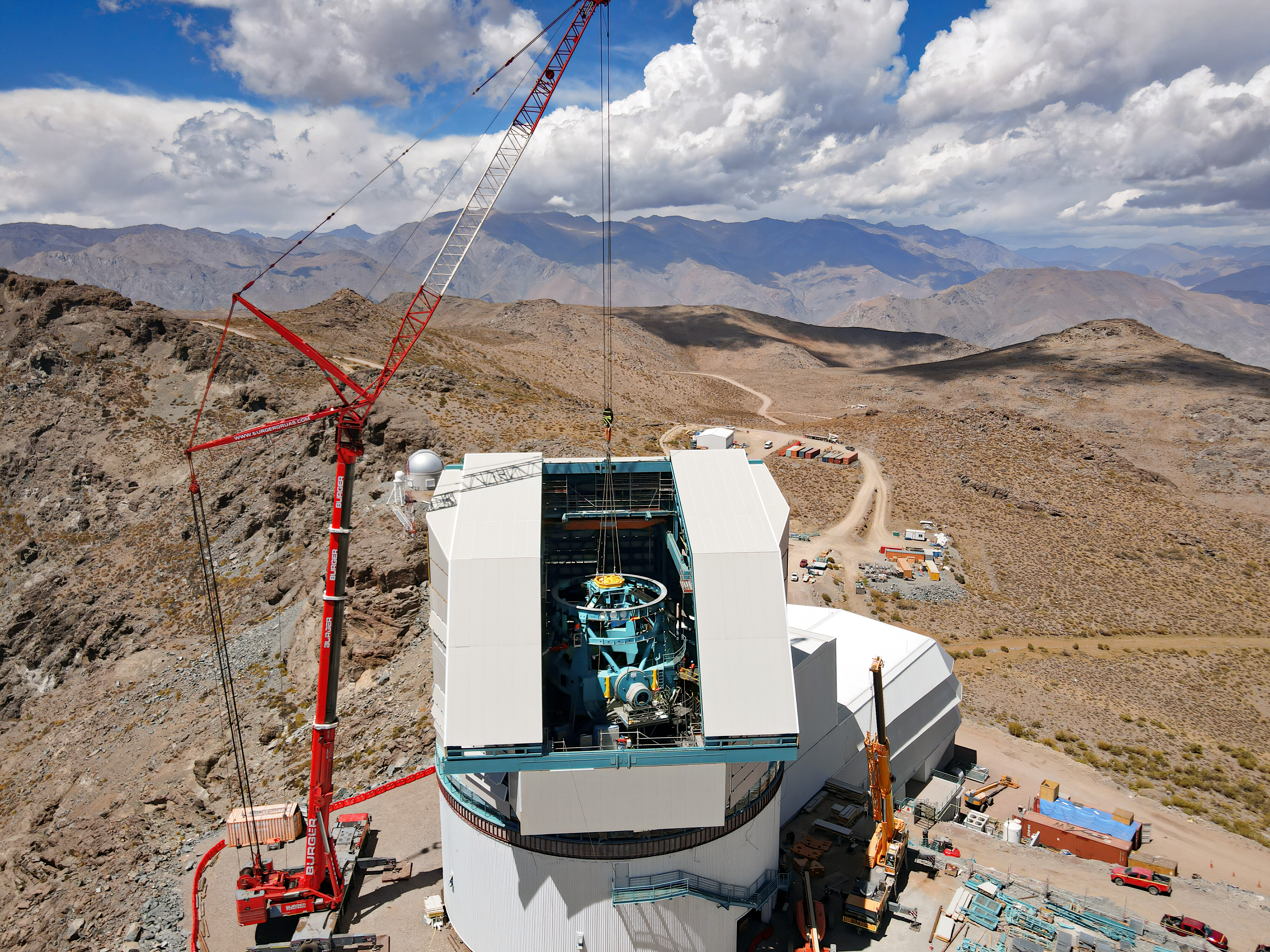
Costruzione nel marzo 2021

Gli obiettivi scientifici particolari dell'Osservatorio Rubin includono:
- La misurazione delle lenti gravitazionali deboli nello spazio profondo.
- La mappatura di piccoli oggetti nel sistema solare, particolarmente gli asteroidi NEO e gli oggetti della fascia di Kuiper (tra questi si trovano comete e nano-pianeti).
- Rilevare alcuni deboli eventi ottici transienti come le novae e le supernovae.
- Eseguire la più accurata mappatura della nostra galassia, la Via Lattea.

Si spera anche che l'enorme mole di dati possa portare ad inaspettate scoperte addizionali grazie alla casualità.

## Astroinformatica
Parte della mole dei dati provenienti dall'Osservatorio Rubin (fino a 30 Terabyte per notte) verrà resa disponibile in rete da Google come una mappa del cielo notturna, interattiva e costantemente aggiornata.